# Nazionale maschile di pallacanestro degli Emirati Arabi Uniti
La nazionale di pallacanestro degli Emirati Arabi Uniti è la rappresentativa cestistica degli Emirati Arabi Uniti ed è posta sotto l'egida della Federazione cestistica degli Emirati Arabi Uniti.
Gli Emirati Arabi Uniti hanno fatto il loro debutto nelle competizioni internazionali ai IX Giochi asiatici del 1982. La squadra nazionale ha ottenuto la qualificazione per la FIBA Asia Cup otto volte, ottenendo il miglior risultato nel 1997, quando si è classificata quinta. Gli Emirati Arabi Uniti hanno anche partecipato più volte alla Coppa delle Nazioni Arabe di pallacanestro, dove ha conquistato due volte la medaglia di bronzo nel 1997 e nel 2025. Inoltre la nazionale compete anche nella Gulf Basketball Association Cup.

## Storia
Gli Emirati Arabi Uniti disputarono la loro prima partita internazionale ai IX Giochi asiatici del 1982. Esordì nella fase a gironi giocando contro lo Yemen del Nord ed ottenendo la vittoria per 121-44, per quella che rimane ancora oggi la vittoria con il maggior scarto della nazionale, ma quella vittoria fu solamente una delle sole due ottenute dalla squadra, a fronte di quattro sconfitte, il che impedì al team di accedere al girone per le medaglie. Dopo il torneo, la squadra non partecipò a competizioni internazionali fino agli XI Giochi asiatici del 1990, dove ottenne una sola vittoria e quattro sconfitte in tutto il torneo concluso con il sesto posto.
Tre anni dopo, gli Emirati Arabi Uniti fecero il loro debutto nella massima competizione continentale, la FIBA Asia Cup nell'edizione del 1993. Inserita nel Gruppo B durante la fase preliminare, la squadra vinse due delle tre partite e con un record di 2–1, avanzò ai quarti di finale. Tuttavia, ai quarti perse un incontro molto combattuto contro l’Iran, per 73–77, venendo relegata ai turni di classificazione. Dopo aver quasi raggiunto le semifinali nella loro prima partecipazione alla FIBA Asia Cup, gli Emirati tornarono all’edizione successiva del 1995; collocati nuovamente nel Gruppo B, gli Emirati vinsero solo una partita nella fase preliminare, battendo le Filippine 70–56, e furono quindi destinati ancora una volta ai turni di classificazione. In questa fase, la squadra ottenne altre quattro vittorie, concludendo la competizione al nono posto.
Dopo le alternanti prestazioni nelle prime due edizioni della FIBA Asia Cup, gli Emirati Arabi Uniti si qualificarono per il torneo anche nell'edizione 1997 determinati a ottenere risultati migliori. Dopo aver dominato completamente l’India e il Bangladesh nelle prime due partite della fase preliminare, la squadra perse di misura contro la Corea del Sud, 73–72. Tuttavia, con due vittorie, si qualificò automaticamente per i quarti di finale. In questa fase, gli Emirati vinsero solo una delle tre partite del secondo girone, superando la Giordania 77–59; il terzo posto nella seconda fase li portò alla partita per il quinto posto, dove riuscirono a ottenere la vittoria contro Taiwan, per 78-62, per concludere il torneo. Dopo il 1997, gli Emirati parteciparono altre cinque volte alla competizione nei successivi 14 anni, fino all’edizione del 2011, accumulando però solo risultati deludenti e senza mai concludere nemmeno nelle prime posizioni finali.

## Piazzamenti

### FIBA World Cup
| FIBA Basketball World Cup | FIBA Basketball World Cup | FIBA Basketball World Cup | FIBA Basketball World Cup | FIBA Basketball World Cup |                                            | Qualificazioni                             | Qualificazioni                             | Qualificazioni                             | Qualificazioni |
| Anno                      | Posizione                 | Par.                      | V                         | S                         | Anno                                       | Par.                                       | V                                          | S                                          |                |
| ------------------------- | ------------------------- | ------------------------- | ------------------------- | ------------------------- | ------------------------------------------ | ------------------------------------------ | ------------------------------------------ | ------------------------------------------ | -------------- |
| 1950 - 1970               | Parte del Regno Unito     | Parte del Regno Unito     | Parte del Regno Unito     | Parte del Regno Unito     | Parte del Regno Unito                      | Parte del Regno Unito                      | Parte del Regno Unito                      | Parte del Regno Unito                      |                |
| 1974                      | Non membro FIBA           | Non membro FIBA           | Non membro FIBA           | Non membro FIBA           | Non membro FIBA                            | Non membro FIBA                            | Non membro FIBA                            | Non membro FIBA                            |                |
| 1978                      | Non qualificata           | Non qualificata           | Non qualificata           | Non qualificata           | Non Qualificata                            | Non Qualificata                            | Non Qualificata                            | Non Qualificata                            |                |
| 1982                      | Non qualificata           | Non qualificata           | Non qualificata           | Non qualificata           | Non Qualificata                            | Non Qualificata                            | Non Qualificata                            | Non Qualificata                            |                |
| 1986                      | Non qualificata           | Non qualificata           | Non qualificata           | Non qualificata           | Non Qualificata                            | Non Qualificata                            | Non Qualificata                            | Non Qualificata                            |                |
| 1990                      | Non qualificata           | Non qualificata           | Non qualificata           | Non qualificata           | Non Qualificata                            | Non Qualificata                            | Non Qualificata                            | Non Qualificata                            |                |
| 1994                      | Non qualificata           | Non qualificata           | Non qualificata           | Non qualificata           | Qualificazione attraverso la FIBA Asia Cup | Qualificazione attraverso la FIBA Asia Cup | Qualificazione attraverso la FIBA Asia Cup | Qualificazione attraverso la FIBA Asia Cup |                |
| 1998                      | Non qualificata           | Non qualificata           | Non qualificata           | Non qualificata           | Qualificazione attraverso la FIBA Asia Cup | Qualificazione attraverso la FIBA Asia Cup | Qualificazione attraverso la FIBA Asia Cup | Qualificazione attraverso la FIBA Asia Cup |                |
| 2002                      | Non qualificata           | Non qualificata           | Non qualificata           | Non qualificata           | Qualificazione attraverso la FIBA Asia Cup | Qualificazione attraverso la FIBA Asia Cup | Qualificazione attraverso la FIBA Asia Cup | Qualificazione attraverso la FIBA Asia Cup |                |
| 2006                      | Non qualificata           | Non qualificata           | Non qualificata           | Non qualificata           | Qualificazione attraverso la FIBA Asia Cup | Qualificazione attraverso la FIBA Asia Cup | Qualificazione attraverso la FIBA Asia Cup | Qualificazione attraverso la FIBA Asia Cup |                |
| 2010                      | Non qualificata           | Non qualificata           | Non qualificata           | Non qualificata           | Qualificazione attraverso la FIBA Asia Cup | Qualificazione attraverso la FIBA Asia Cup | Qualificazione attraverso la FIBA Asia Cup | Qualificazione attraverso la FIBA Asia Cup |                |
| 2014                      | Non qualificata           | Non qualificata           | Non qualificata           | Non qualificata           | Qualificazione attraverso la FIBA Asia Cup | Qualificazione attraverso la FIBA Asia Cup | Qualificazione attraverso la FIBA Asia Cup | Qualificazione attraverso la FIBA Asia Cup |                |
| 2019                      | Non qualificata           | Non qualificata           | Non qualificata           | Non qualificata           | Non qualificata                            | Non qualificata                            | Non qualificata                            | Non qualificata                            |                |
| 2023                      | Non qualificata           | Non qualificata           | Non qualificata           | Non qualificata           | Non qualificata                            | Non qualificata                            | Non qualificata                            | Non qualificata                            |                |
| 2027                      | Da determinare            | Da determinare            | Da determinare            | Da determinare            | Da determinare                             | Da determinare                             | Da determinare                             | Da determinare                             |                |
| Totale                    | 0/12                      |                           |                           |                           |                                            |                                            |                                            |                                            |                |

### Giochi Asiatici
| Giochi Asiatici | Giochi Asiatici       | Giochi Asiatici       | Giochi Asiatici       | Giochi Asiatici       |
| Anno            | Posizione             | Par.                  | V                     | S                     |
| --------------- | --------------------- | --------------------- | --------------------- | --------------------- |
| 1951 - 1970     | Parte del Regno Unito | Parte del Regno Unito | Parte del Regno Unito | Parte del Regno Unito |
| 1974            | Non membro CIO        | Non membro CIO        | Non membro CIO        | Non membro CIO        |
| 1978            | Non membro CIO        | Non membro CIO        | Non membro CIO        | Non membro CIO        |
| 1982            | 11°                   | 6                     | 2                     | 4                     |
| 1986            | Non qualificata       | Non qualificata       | Non qualificata       | Non qualificata       |
| 1990            | 6°                    | 5                     | 1                     | 4                     |
| 1994            | 9°                    | 4                     | 0                     | 4                     |
| 1998            | 8°                    | 6                     | 1                     | 5                     |
| 2002            | 11°                   | 5                     | 1                     | 4                     |
| 2006            | 13°                   | 2                     | 1                     | 1                     |
| 2010            | Non qualificata       | Non qualificata       | Non qualificata       | Non qualificata       |
| 2014            | Non qualificata       | Non qualificata       | Non qualificata       | Non qualificata       |
| 2018            | Non qualificata       | Non qualificata       | Non qualificata       | Non qualificata       |
| 2022            | 13°                   | 3                     | 0                     | 3                     |
| Totale          | 7/11                  | 31                    | 6                     | 25                    |

### FIBA Asia Championship
| FIBA Asia Championship | FIBA Asia Championship | FIBA Asia Championship | FIBA Asia Championship | FIBA Asia Championship |                              | Qualificazioni               | Qualificazioni               | Qualificazioni               | Qualificazioni |
| Anno                   | Posizione              | Par.                   | V                      | S                      | Anno                         | Par.                         | V                            | S                            |                |
| ---------------------- | ---------------------- | ---------------------- | ---------------------- | ---------------------- | ---------------------------- | ---------------------------- | ---------------------------- | ---------------------------- | -------------- |
| 1960 - 1971            | Parte del Regno Unito  | Parte del Regno Unito  | Parte del Regno Unito  | Parte del Regno Unito  | Parte del Regno Unito        | Parte del Regno Unito        | Parte del Regno Unito        | Parte del Regno Unito        |                |
| 1973                   | Non membro FIBA Asia   | Non membro FIBA Asia   | Non membro FIBA Asia   | Non membro FIBA Asia   | Non membro FIBA Asia         | Non membro FIBA Asia         | Non membro FIBA Asia         | Non membro FIBA Asia         |                |
| 1975                   | Non membro FIBA Asia   | Non membro FIBA Asia   | Non membro FIBA Asia   | Non membro FIBA Asia   | Non membro FIBA Asia         | Non membro FIBA Asia         | Non membro FIBA Asia         | Non membro FIBA Asia         |                |
| 1977                   | Non qualificata        | Non qualificata        | Non qualificata        | Non qualificata        | Qualificazioni non disputate | Qualificazioni non disputate | Qualificazioni non disputate | Qualificazioni non disputate |                |
| 1979                   | Non qualificata        | Non qualificata        | Non qualificata        | Non qualificata        | Qualificazioni non disputate | Qualificazioni non disputate | Qualificazioni non disputate | Qualificazioni non disputate |                |
| 1981                   | Non qualificata        | Non qualificata        | Non qualificata        | Non qualificata        | Qualificazioni non disputate | Qualificazioni non disputate | Qualificazioni non disputate | Qualificazioni non disputate |                |
| 1983                   | Non qualificata        | Non qualificata        | Non qualificata        | Non qualificata        | Qualificazioni non disputate | Qualificazioni non disputate | Qualificazioni non disputate | Qualificazioni non disputate |                |
| 1985                   | Non qualificata        | Non qualificata        | Non qualificata        | Non qualificata        | Qualificazioni non disputate | Qualificazioni non disputate | Qualificazioni non disputate | Qualificazioni non disputate |                |
| 1987                   | Non qualificata        | Non qualificata        | Non qualificata        | Non qualificata        | Qualificazioni non disputate | Qualificazioni non disputate | Qualificazioni non disputate | Qualificazioni non disputate |                |
| 1989                   | Non qualificata        | Non qualificata        | Non qualificata        | Non qualificata        | Qualificazioni non disputate | Qualificazioni non disputate | Qualificazioni non disputate | Qualificazioni non disputate |                |
| 1991                   | Non qualificata        | Non qualificata        | Non qualificata        | Non qualificata        | Qualificazioni non disputate | Qualificazioni non disputate | Qualificazioni non disputate | Qualificazioni non disputate |                |
| 1993                   | 8°                     | 6                      | 2                      | 4                      | Qualificazione diretta       | Qualificazione diretta       | Qualificazione diretta       | Qualificazione diretta       |                |
| 1995                   | 9°                     | 7                      | 5                      | 2                      | Qualificazione diretta       | Qualificazione diretta       | Qualificazione diretta       | Qualificazione diretta       |                |
| 1997                   | 5º                     | 7                      | 4                      | 3                      | Qualificazione diretta       | Qualificazione diretta       | Qualificazione diretta       | Qualificazione diretta       |                |
| 1999                   | 10°                    | 7                      | 4                      | 3                      | Qualificazione diretta       | Qualificazione diretta       | Qualificazione diretta       | Qualificazione diretta       |                |
| 2001                   | 10°                    | 6                      | 3                      | 3                      | Qualificazione diretta       | Qualificazione diretta       | Qualificazione diretta       | Qualificazione diretta       |                |
| 2003                   | Non partecipante       | Non partecipante       | Non partecipante       | Non partecipante       | Ritirata                     | Ritirata                     | Ritirata                     | Ritirata                     |                |
| 2005                   | Non qualificata        | Non qualificata        | Non qualificata        | Non qualificata        | 2005                         | 5                            | 1                            | 4                            |                |
| 2007                   | 16°                    | 7                      | 1                      | 6                      | 2007                         | 5                            | 3                            | 2                            |                |
| 2009                   | 12°                    | 8                      | 1                      | 7                      | 2009                         | 4                            | 2                            | 2                            |                |
| 2011                   | 10°                    | 8                      | 2                      | 6                      | 2011                         | 3                            | 1                            | 2                            |                |
| 2013                   | Non qualificata        | Non qualificata        | Non qualificata        | Non qualificata        | 2013                         | 4                            | 1                            | 3                            |                |
| 2015                   | Non qualificata        | Non qualificata        | Non qualificata        | Non qualificata        | 2015                         | 5                            | 1                            | 4                            |                |
| 2017                   | Non qualificata        | Non qualificata        | Non qualificata        | Non qualificata        | 2017                         | 4                            | 2                            | 2                            |                |
| 2022                   | Non qualificata        | Non qualificata        | Non qualificata        | Non qualificata        | 2022                         | 6                            | 3                            | 3                            |                |
| 2025                   | Non qualificata        | Non qualificata        | Non qualificata        | Non qualificata        | 2025                         | 13                           | 5                            | 8                            |                |
| Totale                 | 8/23                   | 56                     | 22                     | 34                     |                              | 49                           | 19                           | 30                           |                |

## Partite

### Primo incontro internazionale
| Delhi 20 novembre 1982 | Emirati Arabi Uniti | 121 – 44 | Yemen del Nord | Jawaharlal Nehru Stadium |

### Maggior scarto inflitto
| Delhi 20 novembre 1982 | Emirati Arabi Uniti | 121 – 44 | Yemen del Nord | Jawaharlal Nehru Stadium |

### Maggior scarto subito
| Tientsin 7 agosto 2009, ore 14:00 (UTC+8) | Libano     | 108 – 38 (34-13, 19-14, 25-11, 30-0) referto | Emirati Arabi Uniti | Tianjin Arena |
| \| \| \| \| \| Vroman, El Khatib 19 \| Punti \| 13 Alnuaimi \| \| Mahmoud 5 \| Assist \| 2 Khamis \| \| Vroman, Freije, El Khatib 7 \| Rimbalzi \| 5 Alzaabi \| \| Dragan Raca \| Allenatori \| Mounir Ben Slimane \| |            |                                              |                     |               |
| |            |                                              |                     |               |
| Vroman, El Khatib 19 | Punti      | 13 Alnuaimi                                  |                     |               |
| Mahmoud 5 | Assist     | 2 Khamis                                     |                     |               |
| Vroman, Freije, El Khatib 7 | Rimbalzi   | 5 Alzaabi                                    |                     |               |
| Dragan Raca | Allenatori | Mounir Ben Slimane                           |                     |               |

## Roster attuale
Roster per le partite di qualificazione alla FIBA Asia Cup 2025 del 21 e 24 febbraio 2025 contro Siria e Libano.
| Squadra nazionale maschile di pallacanestro degli Emirati Arabi Uniti. | Squadra nazionale maschile di pallacanestro degli Emirati Arabi Uniti. |
| Giocatori                                                              | Staff tecnico                                                          |
| ---------------------------------------------------------------------- | ---------------------------------------------------------------------- |

| N. | Naz.                                                    | Ruolo | Nome              | Anno | Alt.   | Peso   |  |
| -- | ------------------------------------------------------- | ----- | ----------------- | ---- | ------ | ------ |  |
| 2  | Emirati Arabi Uniti (bandiera)                          | C     | Ahmed Albreiki    | 1994 | 200 cm | 96 kg  |  |
| 3  | Emirati Arabi Uniti (bandiera)                          | AP    | Hamid Albreiki    | 2000 | 190 cm | 84 kg  |  |
| 4  | Emirati Arabi Uniti (bandiera)                          | PG    | Mohamed Alhashmi  | 2000 | 189 cm | 86 kg  |  |
| 5  | Emirati Arabi Uniti (bandiera) · Stati Uniti (bandiera) | G     | Hassn Hussein     | 2000 | 190 cm | 87 kg  |  |
| 10 | Emirati Arabi Uniti (bandiera)                          | C     | Omer Alameri      | 1991 | 205 cm | 97 kg  |  |
| 11 | Emirati Arabi Uniti (bandiera)                          | G     | Rashed Alzaabi    | 1988 | 185 cm | 89 kg  |  |
| 13 | Emirati Arabi Uniti (bandiera) · Senegal (bandiera)     | C     | Mamadou N'Diaye   | 1993 | 210 cm | 101 kg |  |
| 15 | Emirati Arabi Uniti (bandiera)                          | C     | Jasim Abdalla (C) | 1988 | 205 cm | 99 kg  |  |
| 22 | Emirati Arabi Uniti (bandiera) · Stati Uniti (bandiera) | AP    | DeMarco Dickerson | 1997 | 196 cm | 88 kg  |  |
| 23 | Emirati Arabi Uniti (bandiera)                          | AG    | Qais Alshabebi    | 1991 | 200 cm | 100 kg |  |
| 24 | Emirati Arabi Uniti (bandiera)                          | AG    | Mahmoud Alsawan   | 2000 | 200 cm | 95 kg  |  |
| 77 | Emirati Arabi Uniti (bandiera)                          | AP    | Abdulaziz Ahmad   | 2004 | 185 cm | 86 kg  |  |

| Allenatore                                                                       |
| - Mounir Ben Slimane                                                             |
| Assistente/i                                                                     |
| - Salem Aldhaheri - Jassim Alblooshi Legenda - (C) Capitano - Infortunato Roster |

## Formazioni

### Campionati asiatici
Campionato asiatico maschile di pallacanestro 20014 Youness, 5 Raheda, 6 Al Quadum, 7 Rashid, 8 Khalfan, 9 Mohammed, 10 Al Sheeba, 11 A. Abass, 12 Mousa, 13 I. Abass, 14 Mubarak, 15 Ellah Abdullatif,        All. -
Campionato asiatico maschile di pallacanestro 20074 Ahmad, 5 Alsalmin, 6 Alajmani, 7 Haji, 8 Khalfan, 9 Albalooshi, 10 Alsuwaidi, 11 Alnuaimi, 12 Alzaabi, 13 Ibrahim, 14 Alhattawi, 15 Abdalla,        All. Zoran Zupčević
Campionato asiatico maschile di pallacanestro 20094 Ibrahim, 5 Ashoor, 6 Alajmani, 7 Khalifa, 8 Ahmed, 9 Albalooshi, 10 Alsuwaidi, 11 Alnuaimi, 12 Alzaabi, 13 Alsari, 14 Alhattawi, 15 Abdalla,        All. Ben Slimane Mounir
Campionato asiatico maschile di pallacanestro 20114 Haji, 5 Al-Braiki, 6 Ahmad, 7 Alsari, 8 Ahmed, 9 Salem, 10 Alali, 11 Alzaabi, 12 Alshabebi, 13 Banihammad, 14 Alhattawi, 15 Abdalla,        All. Zoran Zupčević

### Giochi Asiatici
Pallacanestro ai XV Giochi asiatici4 Abdulredha, 5 Mubarak, 6 Khalfan, 7 Moosa, 8 Alnuaimi, 9 Ahmed, 10 Katoot, 11 Mohamed, 12 Alzaabi, 13 Rashed, 14 Al-Hattawi, 15 Salem, 
Pallacanestro ai XIX Giochi asiatici0 R.Mohammed, 3 Albreiki, 6 Alnuaimi, 8 F.Mohammad, 10 Alameri, 11 Alzaabi, 15 Abdalla, 20 Ahmad, 23 Alshabebi, 24 Alsawan, 25 Almaazmi, 77 Ahmad,        All. Ben Slimane Mounir

## Nazionali giovanili
- Nazionale Under-18
- Nazionale Under-16